# NGC 5741
NGC 5741 is een elliptisch sterrenstelsel in het sterrenbeeld Weegschaal. Het hemelobject werd in 1886 ontdekt door de Amerikaanse astronoom Francis Preserved Leavenworth.

## Synoniemen
- MCG -2-38-8
- NPM1G -11.0410
- PGC 52718